# Мала црна хаљина
Мала црна хаљина је кратка, непретенциозна вечерња или коктел хаљина, коју је 1920-их лансирала модни креатор Коко Шанел. Одмах је добила поређење са аутомобилом марке „Форд”, који је тада био синоним за масовност, једноставност, ниску цену и црну боју. Шанел је хаљину дизајнирала тако да се на њој не виде мрље и да пристаје свакој жени. Ова хаљина може бити различитих дужина а једноставног је кроја. Она може бити савим обична, од јефтинијих материјала, али може бити и скупоцена.
Модни креатори и многе жене сматрају, да је мала црна хаљина есенцијални део гардеробе. То је познати закон моде да би свака жена требало да има своју једноставну, елегантну црну хаљину коју може обући у свакој прилици. На пример, једноставна хаљина за коктеле се може претворити у вечерњу хаљину када јој се дода украс од дијаманата и дугим рукавицама, а када се комбинује са црним сакоом, скромним накитом, иста хаљина се може носити на пословне састанке.

## Настанак
Пре него што ју је лансирана као модни стандард, црна хаљина је служила само за изражавање жалости у западном свету. (На далеком истоку је бела боја боја жалости)
За модни дизајн и креацију ове хаљине је заслужна, модна креаторка Габријела „Коко“ Шанел, која ју је лансирала 1926. године. Прва мала црна хаљина је била без рукава, дужине нешто изнад колена. Општа еманципација жена је тада постигла да се носе краће хаљине, краћа коса и краћи рукави. Коко Шанел је била носилац тог покрета у области моде користећи материјале неутралних боја, пре свега удобни жерсеј. 
Тако је мала црна хаљина постала класични део гардеробе.
Функција мале црне хаљине је, да и са скромним средствима, свака жена може истовремено бити секси и лепо и елегантно одевена. Првенствена намена је била за коктел партије, дакле за поподневне изласке, али разним атрактивним и скупоценим додацима, лако се претвара у елегантну вечерњу хаљину. Додавањем блејзера може да се користи као одећа за посао. 
Мала црна хаљина се може додатно украсити брошем, огрлицом, минђушама, крагном од материјала друге боје (на пример од блузе која је обучена испод и извирује...), рукавицама, ешарпом, брилијантима или штрасом.

## Занимљивости
- Мала црна хаљина је постала такав стандард да се чак и у рачунарској индустрији говори о потреби да се направи рачунар филозофије мале црне хаљине. Види доле наведене Интернет странице.

- Моника Луински носила Диорову хаљину без бретела, која је послужила као доказни материјал да је амерички председник Бил Клинтон говорио неистину о својој љубавној афери са њом.

- За америчког председника Џорџа Буша се говори да користи догађаје од 11. септембра као „малу црну хаљину“, јер када је у неприлици, он из ормана вади малу црну хаљину, тј. користи 11. септембар, као покриће за политичке промашаје и нелегално понашање.

- Еми Холман Еделман је написала књигу „Мала црна хаљина“.